# Battaglia di Giarabub
La battaglia di Giarabub venne combattuta tra il dicembre del 1940 e il marzo 1941 durante la campagna del Nordafrica della seconda guerra mondiale, e vide la sconfitta dei reparti italiani, presso il villaggio libico di Giarabub, ad opera delle truppe australiane in forza alla Western Desert Force britannica.
In seguito all'invasione italiana dell'Egitto e alla consecutiva Operazione Compass britannica, alla presa di Sidi Barrani e all'inseguimento inglese della 10ª Armata italiana per tutta la Cirenaica, l'oasi di Giarabub fu posta sotto assedio dalla 6ª Divisione di Fanteria australiana. Il 6º Reggimento di Cavalleria australiano pose l'assedio all'oasi nel dicembre 1940, isolando Giarabub e lasciando la guarnigione italiana dipendente esclusivamente dalla Regia Aeronautica. Il trasporto aereo però fu insufficiente e la fame spinse molte delle truppe locali alla diserzione, tanto che gli australiani, a febbraio 1941, avevano catturato fino a 620 libici nel deserto circostante l'oasi. Dopo essere stati rinforzati dal 9º Battaglione e da una batteria del 4º Reggimento Reale d'Artiglieria, gli australiani attaccarono Giarabub il 17 marzo 1941 obbligando gli italiani ad arrendersi il 21 marzo.

## Antefatti

### Giarabub
Giarabub è un'oasi nel deserto libico a circa 320 km a sud di Bardia e 65 km dal confine con l'Egitto. Il grande mare di sabbia del deserto sahariano si estende a sud e il villaggio, abitato da civili durante la battaglia, si trova sotto il livello del mare, a ovest di una palude di sale, ed è circondato da catene di pendii seguiti da aree sabbiose che bloccavano gli automezzi nemici. L'oasi è la più occidentale di una serie di oasi al limitare del Sahara verso l'Egitto. Nel 1940, era l'avamposto di frontiera italiano più meridionale lungo il confine con il territorio egiziano.
Giarabub possedeva una guarnigione italiana dal 1925, dopo essere stata ceduta alla Libia dall'Egitto per decisione britannica. Nel 1940, vi erano 1 350 soldati italiani e 750-800 soldati libici, in quattro compagnie di guardie di frontiera, cinque di fanteria libica, un plotone di genieri libici, una compagnia di artiglieria con 14 cannoni da 47/32 Mod. 1935, 4 cannoni da 77/28 e 16 cannoni-mitragliere da 20/77, unità di segnalazione, un ospedale da campo e una sezione di rifornimento del maggiore Salvatore Castagna. Le difese erano trincerate e vi erano fossi anticarro, reticolati, capisaldi, posti di osservazione ed opere campali; le difese dell'epoca della guerra italo-turca, con centro nevralgico la ridotta Marcucci, furono sgomberate perché ritenute troppo vulnerabili. Giarabub era inoltre il capolinea di una lunga via di rifornimento, resa peggiore dalla mancanza di veicoli. L'esercito italiano infatti mancava della mobilità necessaria a mantenere gli avamposti contro un'opposizione e poteva ricevere solo una modesta quantità di rifornimenti aerei.

### Gli australiani
Il 2 dicembre 1940, lo Squadrone B del 6º Reggimento di Cavalleria australiano, della 6ª Divisione australiana, fu inviato dal comando della Western Desert Force all'oasi di Siwa, in Egitto, a circa 65 km a est di Giarabub, per dare il cambio ad una forza britannica lì presente da settembre. Il 6º Reggimento doveva aver avuto dei carri leggeri Vickers e Bren carrier ma pochi erano disponibili e quelli che lo erano si dimostrarono inaffidabili nel deserto. Lo Squadrone A possedeva mezzi corazzati mentre il B e C erano equipaggiati con 15 autocarri da 750 kg e 30 da 1 500 kg.
L'11 dicembre, dopo una settimana di pattugliamento, venne eseguito un raid dallo Squadrone B a Garn-el-Grein, a 65 km a nord di Giarabub. Gli australiani si trovarono però in inferiorità e si ritirarono dopo che giunse la fanteria italiana in automezzi e vi furono tre attacchi aerei. Il 14 dicembre, lo stesso squadrone effettuò un'imboscata e distrusse un convoglio vicino a Forte Maddalena e, in seguito, scovarono un'isolata Giarabub, pronta ad essere attaccata. Il 31 dicembre, il 6º Reggimento subì la sua prima perdita, quando una pattuglia fu obbligata a ritirarsi dopo essere finita sotto il fuoco d'artiglieria che causò due morti e la distruzione di tre veicoli.

## Preludio

### L'assedio
Il 20 dicembre, lo Squadrone C condusse una ricognizione segreta delle difese esterne di Giarabub. Il 24 dicembre, parte dello Squadrone B attaccò e catturò un avamposto a Ain Melfa, all'estremità orientale della palude di sale, facendola diventare un avamposto britannico. Con la cattura anche di El Qaseibieya, molto a sud-ovest della palude, gli australiani dominarono l'area a ovest di Giarabub. Il 25 dicembre, una ricognizione in forze dello Squadrone C incontrò una resistenza sotto forma d'artiglieria e attacchi aerei. La notte seguente, in un raid su una postazione di cannoni gli italiani furono obbligati a ritirarsi dopo essere stati riconosciuti; un uomo fu catturato. L'8 gennaio 1941, un convoglio fu distrutto dalla RAF vicino Giarabub. Questo fu l'ultimo tentativo italiano di rifornire l'oasi via terra, dopo la sconfitta della 10ª Armata e l'inizio dell'Operazione Compass.
La Regia Aeronautica fece diversi tentativi di rifornire l'oasi via aria ma il 4 gennaio, quattro cannoni da campo Ordnance QF 25 lb giunsero da Siwa; il 9 gennaio, i cannoni bombardarono le piste italiane a Giarabub, abbattendo un aereo da trasporto e rendendo inoperativi due cannoni da campo e la pista stessa che non permise più l'atterraggio di aerei con i rifornimenti. I lanci aerei erano insufficienti per rifornire la guarnigione adeguatamente. Le truppe libiche iniziarono a disertare e per la fine di febbraio 620 di essi erano stati catturati; le truppe regolari invece tennero le posizioni. Il 6º Reggimento osservò e fece pressione ai difensori dell'oasi ma non ebbe la forza di attaccare direttamente. Un atterraggio oltre le difese fu ideato dalla RAF oltre Siwa ma la mancanza di velivoli rese il piano inattuabile. Piccoli rifornimenti italiani furono lanciati in continuazione ma le razioni della guarnigione furono drasticamente limitate.
Da parte italiana, l'assedio fu duro principalmente per la carenza di rifornimento e l'obbligo del razionamento. Oltre ai soldati, anche i civili facevano la fame e gli italiani davano ciò che avevano a loro, razionando quel che rimaneva. I soldati di pattuglia dovevano uscire dalla guarnigione ogni giorno prima dell'alba per raggiungere le creste dei pendii e osservare il nemico. Il viaggio però avveniva per mezzo di vecchi camion rumorosi, ben udibili anche dagli australiani che poteva quindi indirizzare gli attacchi per occupare le postazioni italiane. Gli australiani inoltre cercavano di tenere sotto pressione gli assediati con un costante e cadenzato fuoco d'artiglieria verso la piazzaforte, con alcuni proiettili che neppure esplodevano a causa della sabbia che non dava resistenza sufficiente per far detonare il colpo all'impatto. Ad ogni modo, la piazzaforte era sicura per gli italiani, che non subirono vittime né feriti.
Nel frattempo, gli assediati ricevettero notizia che il comando definiva la ritirata italiana sulla costa come strategica e si vantava del fatto che i suoi soldati mantenevano il controllo di Giarabub, sul confine con l'Egitto, territorio nemico. La controparte australiana intanto lanciò dagli aerei volantini che incitavano gli italiani ad arrendersi, altrimenti sarebbero morti di fame e da loro schiacciati. Il giorno precedente l'attacco conclusivo australiano, giunse un messaggio direttamente da Rommel che chiedeva agli italiani di resistere, poiché ben presto sarebbero giunti in loro soccorso.

### I preparativi australiani
Al generale George Wootten, comandante della 18ª Brigata di Fanteria australiana, parte della 6ª Divisione, venne ordinato di prendere Giarabub, ma una mancanza di trasporti ridusse l'operazione di rifornimento del battaglione, al quale era stato detto di terminare l'assedio in dieci giorni. Le forze di Wootten furono assemblate a partire dal 9º Battaglione di Fanteria australiano, rinforzato da una compagnia di fanteria, un plotone di mortai, uno di mitraglieri e uno contraereo, oltre ad una batteria del 4º Reggimento Reale Artiglieria, con dodici cannoni da 25 libbre. Gli australiani non avevano però supporto aereo, poche munizioni e niente carri armati. La ricognizione australiana sulle difese di Giarabub avvenne il 12 e il 16 marzo, trovando una pista per i camion a sud del terreno paludoso e uno spazio libero tra le linee di filo spinato, largo a sufficienza per un veicolo. Nel frattempo, una piccola unità italiana, a bordo di camion, tentò di aggirare gli australiani in ricognizione, ma furono respinti dall'artiglieria.
Le alture a sud del villaggio furono giudicate cruciali per le difese italiane, e allo Squadrone B venne ordinato di prendere le postazioni d'osservazione degli italiani e avanzare in direzione nord-ovest lungo la pista dei camion, in direzione proprio di Giarabub. Lo squadrone prese le postazioni senza opposizione alle 6.00 del 17 marzo ed effettuò un'imboscata a due camion, durante la quale due italiani furono uccisi, tre furono feriti e quindici presi prigionieri. Quindi lo squadrone avanzò per 7 km e catturò l'ultima postazione d'osservazione prima di Giarabub. Gli australiani furono poi respinti dal fuoco d'artiglieria e l'ultima postazione rioccupata dagli italiani, che bersagliarono i nemici per tenerli a distanza. Il 19 marzo Wootten ordinò a due compagnie di attaccare per riprendere la postazione e spingere gli italiani all'ultima linea difensiva prima di Giarabub, per avere poi una buona posizione da cui attaccare le alture a sud.
La postazione era vuota e il fuoco d'artiglieria e di mitragliatrice dal villaggio era inaccurato. Gli australiani pressarono e, infine, occuparono le alture di Tamma a sud-est dell'oasi dopo aver affrontato poca opposizione; il Plotone 13 fu inviato sulla collina Ship all'estremità orientale delle alture, per fornire fuoco di copertura, mentre altri due plotoni avanzarono verso il villaggio. Con l'oscurità raggiunsero l'angolo sud-est delle difese, dove il filo spinato era stato coperto dalla sabbia. Due gruppi avanzarono sulle postazioni italiane e trovarono la Postazione 42 abbandonata. All'arrivo del Plotone 10 occuparono anche la Postazione 36, ma alle 2.00 venne rilevato un contrattacco italiano e gli australiani si ritirarono, subendo il ferimento di tre uomini e la cattura di altri due. Il mattino del 20 marzo venne deciso di eseguire l'attacco principale in quell'area; in supporto, a nord la Compagna D del 10º Battaglione attaccò e conquistò la Postazione 76 sul colle Brigadiers, assicurando il fianco dell'attacco e lasciando gli italiani indecisi sulla direzione dell'attacco principale.

### Il piano d'attacco
Due compagnie del 9º Battaglione furono incaricate dell'attacco, coperte dal fuoco di mortai e mitragliatrici dalla collina Ship e dal 4º Reggimento d'Artiglieria. L'attacco prevedeva di catturare la ridotta più meridionale e, in seguito, altre due compagnie avrebbero attacco lungo i fianchi della ridotta e la Compagnia D, del 10º Battaglione di Fanteria, sarebbe avanzato dalla collina Brigadiers per aprire un attraversamento per veicoli nella palude e accorciare la via di rifornimento. La cavalleria avrebbe eseguito un attacco ausiliario da nord, per prendere il campo d'aviazione. Tuttavia, una tempesta di sabbia obbligò gli assalitori a ritardare l'attacco per poter ripulire le armi e infine, nel pomeriggio, si placò quanto basta da nascondere gli australiani mentre si raggruppavano. Vi furono poi degli scambi di fuoco tra i difensori e la collina Ship, da dove gli australiani potevano colpire le postazioni nemiche con le mitragliatrici. Gli australiani soppressero così diverse postazioni mentre un tiratore scelto italiano colpì le postazioni di mitragliatrici senza causare danni.
Le pattuglie avanzarono con l'oscurità per osservare le postazioni italiane e verificare che non stessero cercando di andarsene. Una postazione d'ascolto australiana fu scovata da una pattuglia italiana, la quale si ritirò quando ingaggiata. Gli australiani scovarono gli italiani in una ridotta dalla quale giungevano spari e lanci di granate, tutte alla cieca, ma non attaccarono poiché dovevano ritirarsi per cominciare l'attacco. L'ora dell'attacco fu stabilita per le 5.15, quando la Compagnia A avrebbe attaccato sulla destra e la C sulla sinistra, verso quattro collinette sulla cresta della ridotta. Quando quest'ultima fosse stata catturata, la Compagna A avrebbe dovuto prendere la quinta collinetta, più addentrata tra le difese. I dodici cannoni del 4º Reggimento d'Artiglieria avrebbero sparato sull'obiettivo iniziale per poi puntare al secondo; le mitragliatrici e i mortai sulla collina Ship avrebbero dato fuoco di copertura una volta che la fanteria avesse iniziato l'avanzata.

## Battaglia
Il 20 marzo gli australiani erano avanzati fino alle difese interne, e in alcuni punti addirittura penetrati. Nella notte, tuttavia, furono contrattaccati e respinti all'esterno, con l'uso di bombe a mano, baionette e qualche colpo d'artiglieria rimasto. Il giorno seguente, prima dell'ora zero, ossia le 5.00, le compagnie d'avanguardia si raggrupparono, mentre una tempesta di sabbia iniziava a formarsi, e alle 5.00 in punto scatenarono la loro potenza d'artiglieria sulle linee italiane da sud, sud-est e nord-est, per quarantacinque minuti. La Compagnia A avanzò per 50 metri fino al filo spinato ma fu bombardata dall'artiglieria britannica, che aveva sottostimato la gittata dei colpi. Dodici uomini rimasero uccisi e venti feriti. I sopravvissuti si riorganizzarono e ricominciarono ad avanzare, senza però il Plotone A che aveva continuato la prima manovra dopo aver perso il contatto, evitando il bombardamento. La Compagnia C trovò il filo spinato già tagliato e proseguì fino al primo obiettivo, il caposaldo numero uno, vicino al comando di settore. Gli italiani apparvero inizialmente troppo storditi dal bombardamento per offrire molta resistenza e gli australiani rapidamente raggiunsero la prima linea di pendii. Nonostante tutto, gli italiani bloccarono l'assalto con le mitragliatrici e anche i successivi attacchi furono fermati. Lo scirocco fece salire una tempesta di sabbia a inizio battaglia, creando problemi alle armi e alla visibilità sia per gli attaccanti che per i difensori.
Gli australiani usarono molte bombe a mano per liberare le trincee italiane fino quasi a esaurire le granate, nello stesso modo in cui avevano assaggiato le difese italiane il pomeriggio precedente. Gli australiani poi proseguirono, e per le 7.26 il 9º Battaglione avevano occupato le prime quattro colline, di fronte ai capi saldi due e quattro. A causa della scarsa potenza di fuoco della Compagnia A, un plotone della Compagnia D, la riserva del battaglione, fu inviato avanti per assistere l'assalto. I difensori italiani reagirono, un cannone da montagna sull'ultima collina e le postazioni italiane attorno al forte e nella piantagione aprirono il fuoco e un tentativo australiano di attraversare la piazza del villaggio fu respinto. Il fuoco dei mortai e delle mitragliatrici dalla collina Ship e da un distaccamento di mitraglieri della Compagnia A coprirono gli australiani mentre catturarono la quinta collina, poco prima delle 9.00.

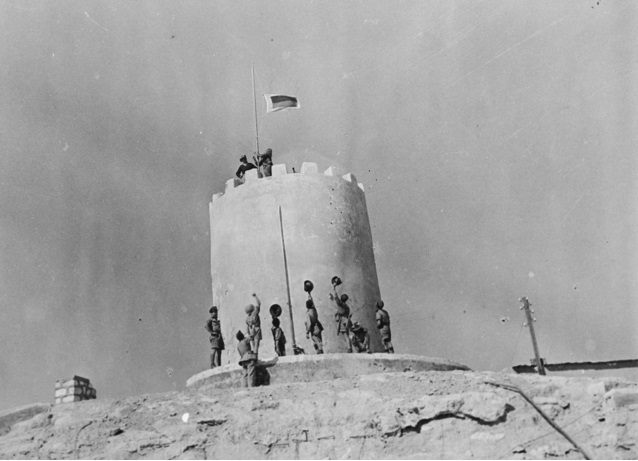
Giarabub conquistata dalle truppe australiane

I prigionieri dissero che la guarnigione non aveva mangiato per due giorni e due notti. La Compagnia B sul fianco sinistro aveva avanzato e ripreso contatto con il Quartier Generale del battaglione alle 10.00, quando il grosso della battaglia era ormai finita. A nord, la diversione della cavalleria sul campo d'aviazione era cominciato alle 6.15, un'ora dopo l'inizio dell'attacco alla ridotta meridionale. Gli Squadroni B e C avanzarono per occupare l'altura, affrontando una scarsa resistenza italiana eccetto la collina Egbert, che fu però bombardata e superata. Alle 9.00 la cavalleria raggiunse il primo obiettivo, attraverso Egbert. Mezz'ora dopo gli australiani occuparono la ridotta vecchia e le alture attorno al caposaldo uno, posizionandovi mortai e altri cannoni di piccolo calibro, dopo duri scontri che videro gli italiani contrastare il nemico con bombe a mano e corpo a corpo con baionette. La Compagnia D avanzò attraverso l'area coltivata a nord-est della ridotta, nel paese, ma un campo minato, identificato precedentemente dalla RAF, necessitò di diverso tempo per essere bonificato. Alle 10.00 i tre quarti del caposaldo uno erano stati catturati, le postazioni rimaste, dov'era il comandante Castagna, bersagliate da ogni tipo di arma resistevano ancora. La lotta continuò fino oltre le 11.00 con tentativi falliti di contrattacco da parte dei libici. In breve, però, gli australiani sfondarono le difese, occuparono interamente il caposaldo e fecero prigionieri gli illesi e abili, compreso il comandante Castagna. Alle 11.25 il 9º Battaglione avanzò nel villaggio e trovò la moschea intatta. Per mezzogiorno gli australiani erano giunti al forte e avevano iniziato ad attaccarlo. Catturato il caposaldo numero uno, che dava un vantaggio tattico sugli altri capisaldi, la battaglia durò altre tre ore, e all'incirca alle 14.30 fu alzata bandiera bianca e la battaglia per Giarabub si concluse definitivamente. Gli ultimi colpi sparati furono quelli degli australiani che bersagliarono i soldati italiani mentre eseguivano l'ordine di ammainare dalla ridotta Marcucci la bandiera italiana e darle fuoco al cospetto del nemico.
Durante lo scontro vi furono anche azioni aeree sopra l'oasi da parte della RAF e di un aereo tedesco, che però fu costretto ad atterrare poco distante dall'oasi dopo essere stato colpito dalle contraeree australiane posizionate nella ridotta vecchia.
Conclusa la battaglia, agli italiani fu concesso l'onore delle armi per il loro sacrificio e la strenua difesa, sfilando di fronte ad una rappresentanza del comando australiano. Dopo questo scontro, gli australiani si ritirarono da Giarabub a causa dell'avanzata italo-tedesca su El-Aghiela, portando con sé i feriti di entrambi gli schieramenti, in aereo e i prigionieri a piedi, tutti diretti in Egitto.

## Conseguenze
Il 17 marzo, Erwin Rommel ringraziò la guarnigione italiana per la difesa e promise che sarebbero stati rimpiazzati con truppe fresche; il 24 marzo le forze italo-tedesche occuparono El-Agheila.
La resistenza delle truppe italiane venne ampiamente celebrata dal regime fascista, per mitigare lo sfacelo del suo esercito in Cirenaica. Le forze italiane e del Commonwealth britannico combatterono per tre mesi lungo l'estremità superiore del Sahara, con alta escursione termica, tempeste di sabbia e carenza di acqua e cibo per i difensori. Le differenze negli armamenti, nella leadership, nell'addestramento e nella gestione dei rifornimenti pose gli italiani in uno stato di permanente inferiorità. Gli australiani lasciarono a Giarabub delle scorte e si ritirarono dall'oasi il giorno seguente, appena prima dell'inizio dell'operazione Sonnenblume, la controffensiva italo-tedesca che riprese la Cirenaica. Qualche settimana dopo, il 18º Gruppo Brigata australiano iniziò la sua parte nel lungo assedio di Tobruch; il 6º Reggimento di Cavalleria Divisionale australiano andò invece ad est e prese parte alla campagna di Siria. Giarabub perse quindi la sua importanza tattica e divenne un luogo di scorta d'acqua, talora impiegato come postazione temporanea per le forze aeree alleate.

### Vittime
Nell'assalto finale, il 9º Battaglione perse 17 uomini ed ebbe 77 feriti, mentre gli italiani subirono 250 morti, 1 300 prigionieri e 26 pezzi d'artiglieria catturati. Tra morti e feriti, italiani e libici persero complessivamente 500 uomini.

## Nella cultura di massa
Non tarderà molto che in Italia le stazioni dell'EIAR incominceranno a trasmettere una canzone del tempo di guerra destinata a diventare popolare. Ha per titolo La sagra di Giarabub, per la musica di Mario Ruccione e le parole di De Torres e A. Simeoni. Un celebre verso dice: "Colonnello non voglio il pane / dammi il piombo pel mio moschetto / c'è la terra del mio sacchetto / che per oggi mi basterà".
Oltre alla canzone, sulla resistenza a Giarabub, fu prodotto un film italiano, Giarabub per la regia di Goffredo Alessandrini, uscito nel 1942, con un giovane Alberto Sordi. Nel film è aggiunto un personaggio femminile, la prostituta Dolores, interpretata da Doris Duranti.